# Mason, New Hampshire
Mason är en kommun (town) i Hillsborough County i delstaten New Hampshire, USA med 1 382 invånare (2010). 